# Isorropus
Isorropus is een geslacht van vlinders van de familie spinneruilen (Erebidae), uit de onderfamilie Arctiinae.

## Soorten
- I. aureomaculata Reich, 1935
- I. celena Walker, 1854
- I. fasciata Rothschild, 1912
- I. funeralis (Kenrick, 1914)
- I. lateritea de Toulgoët, 1957
- I. nigrodorsalis Le Cerf, 1921
- I. pseudocelena Bryk, 1953
- I. sanguinolenta (Mabille, 1878)
- I. sibyllae Druce, 1885
- I. splendidus de Toulgoët, 1957
- I. tricolor Butler, 1880